# 삼대목
《삼대목》(三代目)은 《삼국사기》에 이름만 전하는 신라 시대에 편찬된 한국 최초의 향가집이다.
《삼국사기》에 따르면, 진성왕(진성여왕) 2년(888년)에 다음과 같은 기사가 있다.
王索與角干魏弘通 至是常入內用事 仍命與大矩和尙 修集鄕歌 謂之三代目

이로써 진성여왕의 명을 받아 각간 벼슬에 있던 위홍과 승려 대구화상이 향가집 편찬에 참여했음을 알 수 있다.
《삼대목》이라는 제목에 대해서는 이것 자체를 향찰식 표기로 보아, 세[三] 뉘(‘세상’이라는 뜻)[代] 목, 또는 “사뇌목”이라 읽는 견해와(이외에도 여러 풀이가 있음), 삼대목의 삼대가 신라 상대·중대·하대의 시대 구분을 나타내고, 목은 편찬하다라는 의미라는 견해 등 여러 주장이 있다.
현재 편찬되었다는 기록만 전할 뿐, 책은 전해지지 않고 있다. 비슷한 시기에 편찬된 일본의 만엽집과 비교되며, 발견될 경우 그 문학적·언어적 가치는 뛰어날 것으로 추측된다.